# 氯化氢
氯化氢（英語：hydrogen chloride），分子式为HCl，室温下为沒有顏色的气体，遇空气中的水蒸气形成白色盐酸酸雾。氯化氢及其水溶液盐酸在化工中非常重要。二者分子式均可写为HCl。

## 分子结构
氯化氢分子是由一个氢原子和一个氯原子由共价键形成的双原子分子。因为氯原子的电负性远高于氢原子，两原子间的共价键极性很强，所以氯化氢(鹽酸)分子偶极矩很大，氯原子上有部分负电荷，氢原子上有部分正电荷，因此氯化氢易溶于水和其他极性溶剂。

### 红外光谱
氯化氢的红外光谱在2886 cm−1（波长约3.47 cm）处有若干尖锐吸收峰。室温下，几乎所有分子处于基态振动（v=0）。v=1的激发态对应于2880 cm−1的吸收谱线。Q支吸收谱线因对称性禁阻而观察不到，而由分子旋转产生的P支和R支谱线则可观察到。量子力学原理只允许部分转动模式：转动量子数J只能是整数，而且其变化量{\displaystyle {\ce {\Delta J}}}只能是±1。根据
E(J) = h·B·J(J+1)，
因为B远小于振动能级，分子转动所需的能量很小，一般处于微波波段，而分子的振动能级处于红外波段，这样用红外光谱仪观察普通气室就能观测到分子的转动-振动能级。
自然界中的氯有两种同位素：{\displaystyle {\ce {^35 Cl}}}和{\displaystyle {\ce {^37 Cl}}}，丰度比为3:1。虽然两种分子振子的弹性系数相差无几，但约化质量不同，所以转动能级也不同。因此每条吸收谱线其实是紧靠着的两条，强度比也是3:1。

## 氯化氫的反應
氯化氫氣體溶於水可生成鹽酸。氯化氫氣體可與三氧化硫反應，生成氯磺酸，一種腐蝕性極強的酸。

## 性质

### 气态
氯化氢是无色、挥发性气体，有刺激性气味。它易溶于水，在0℃时，1体积的水大约能溶解500体积的氯化氢。氯化氢的水溶液呈酸性，叫做氢氯酸，习惯上叫盐酸。
氯化氫氣體溶於水生成鹽酸，所以打开盛有盐酸的试剂瓶后挥发出来的氯化氢气体常與空氣中的水汽形成鹽酸酸霧。常用氨水來檢驗氯化氢的存在，氨水中挥发出来的氨气會與氯化氫反應生成白色的氯化铵微粒。氯化氫有強烈的偶極。

### 溶液
氯化氢因为分子极性很强，所以易溶于水和其他极性溶剂。溶于水后，氯化氢和水分子反应生成水合氢离子和氯离子，反应方程式如下：
HCl + H2O → H3O+ + Cl−
反应所形成的溶液叫做盐酸，是一种强酸。这是因为氯化氢的酸度系数Ka很大，在水中完全电离。即使在非水溶剂中，氯化氢也能呈酸性。比如它可以溶于甲醇，使其质子化，并可作为无水环境中的酸性催化剂。
HCl + CH3OH → CH3O+H2 + Cl−
因此，氯化氢具有腐蚀性，尤其在潮湿环境中。
| 温度 (°C) | 0   | 20  | 30  | 50  |
| --------- | --- | --- | --- | --- |
| 水        | 823 | 720 | 673 | 596 |
| 甲醇      | 513 | 470 | 430 |     |
| 乙醇      | 454 | 410 | 381 |     |
| 乙醚      | 356 | 249 | 195 |     |

### 固态
固态氯化氢于98.4 K发生相变。X射线粉末衍射结果表明此时该固体从正交晶系变为立方晶系。在两种晶系中氯原子均按面心立方排列，但氢原子无法定位。对其光谱、介电性以及对氯化氘（DCl）结构的测定显示氯化氢分子在固体中排成之字形，与氟化氢相同。

## 合成方法
工业上合成的氯化氢大多用于生产盐酸。

### 直接合成
在氯碱工业中，电解盐水会生成氯气（Cl2）、氢氧化钠（NaOH）和氢气（H2）。紫外光照下氯气和氢气化合生成氯化氢。
2NaCl+2H2O→Cl2+2NaOH+H2
Cl2(g) + H2(g) → 2 HCl(g)
这是一个放热反应，反应装置称为氯化氢烘箱或氯化氢燃烧器。生成的氯化氢气体经去离子水吸收，成为化学纯的盐酸。反应产物相当纯，可用于食品工业。

### 有机合成
产量最大的合成方式是伴随有机物（如聚四氟乙烯、氟利昂和其他氯氟烃，还有一氯乙酸和聚氯乙烯）的卤化进行的。通常这种方式生产的氯化氢当场在密闭环境下就能利用。在这个反应中，烃中的氢原子被氯原子取代，然后和剩下的氯原子结合形成氯化氢分子。接下来氟化反应将氯原子取代，又生成氯化氢。
R-H + Cl2 → R-Cl + HCl
R-Cl + HF → R-F + HCl
生成的氯化氢气体或是直接利用，或是被水吸收形成工业纯的盐酸。

### 实验室合成
要制取少量氯化氢，可在氯化氢发生器中用浓硫酸或无水氯化钙使盐酸脱水。另外，氯化氢可由浓硫酸和氯化钠反应生成：
NaCl + H2SO4 → NaHSO4 + HCl↑
该反应于室温下进行。如果氯化钠过量，且温度超过200℃，会有进一步反应：
NaHSO4 + NaCl → Na2SO4 + HCl↑
总的化学方程式可以表示如下：
2NaCl + H2SO4 → Na2SO4 + 2HCl↑
试剂必须干燥才能使反应进行。
水解某些活跃的氯化物如三氯化磷、五氯化磷、氯化亚砜和酰氯也能制得氯化氢。例如，向五氯化磷逐滴加入冷水可由以下反应生成氯化氢：
PCl5+4 H2O->H3PO4+5 HCl